# عمر بلح
عمر بلح هو لاعب كرة قدم فلسطيني من قطاع غزة ، يلعب في نادي الصداقة.